# Ksilazin
Ksilazin je lek koji se koristi za sedaciju, anesteziju, relaksaciju mišića, i analgeziju kod životinja kao što su konji, goveda i niz drugih sisara. On je analogan sa klonidinom, i deluje kao agonist na α2 klasi andregičkih receptora. 
Kao i kod drugih α2 agonista, nepoželjne nuspojave su bradikardija, i miokardijalna depresija.
Ksilazin se takođe koristi za skraćivanje dejstva musta kod mužjaka slonova.

## Veterinarske indikacije
Veterinari koriste ksilazin kao emetik kad je poželjno da se otkloni supstanca iz stomaka krave. 

## Literatura
- McCurnin, DM, and JM Bassert.  Clinical Textbook for Veterinary Technicians, 5th ed.  Saunders, Philadelphia, PA.  2002.
- Bayer Healthcare - Rompun Homepage https://web.archive.org/web/20110101180308/http://www.rompun.com/. 2005.
- Wright, Dr. Bob.  Human Health Concerns When Working With Medications Around Horses. Ontario Ministry of Agriculture, Food and Rural Affairs (OMAFRA). http://www.omafra.gov.on.ca/english/livestock/horses/facts/00-063.html Архивирано на веб-сајту  (14. септембар 2006). 2005.

## Spoljašnje veze
|  | Molimo Vas, obratite pažnju na važno upozorenje u vezi sa temama iz oblasti medicine (zdravlja). |